# 快速重复文件查找器
快速重复文件查找器 (英文:Fast Duplicate File Finder) 是一款由MindGems开发的Microsoft Windows工具，有免费版和商用版。用于扫描计算机中重复的文件，并显示清单，让用户删除不需要的重复副本，用来释放硬盘的空间。 兼容所有Microsoft Windows的版本，包括最新的 Windows8, Windows7 和所有Windows Server操作系统及其相应的32和64位元版本。

## 前臺
产品收到积极的评价。PCWorld.com于2011年3月2日指软件速度很快， Overclocker.com指软件有质量 ，而CNET觀察到免費版本的速度是有限的，比专业版更慢。

## 参看
Auslogics重複文件查找器